# Fernando de Szyszlo

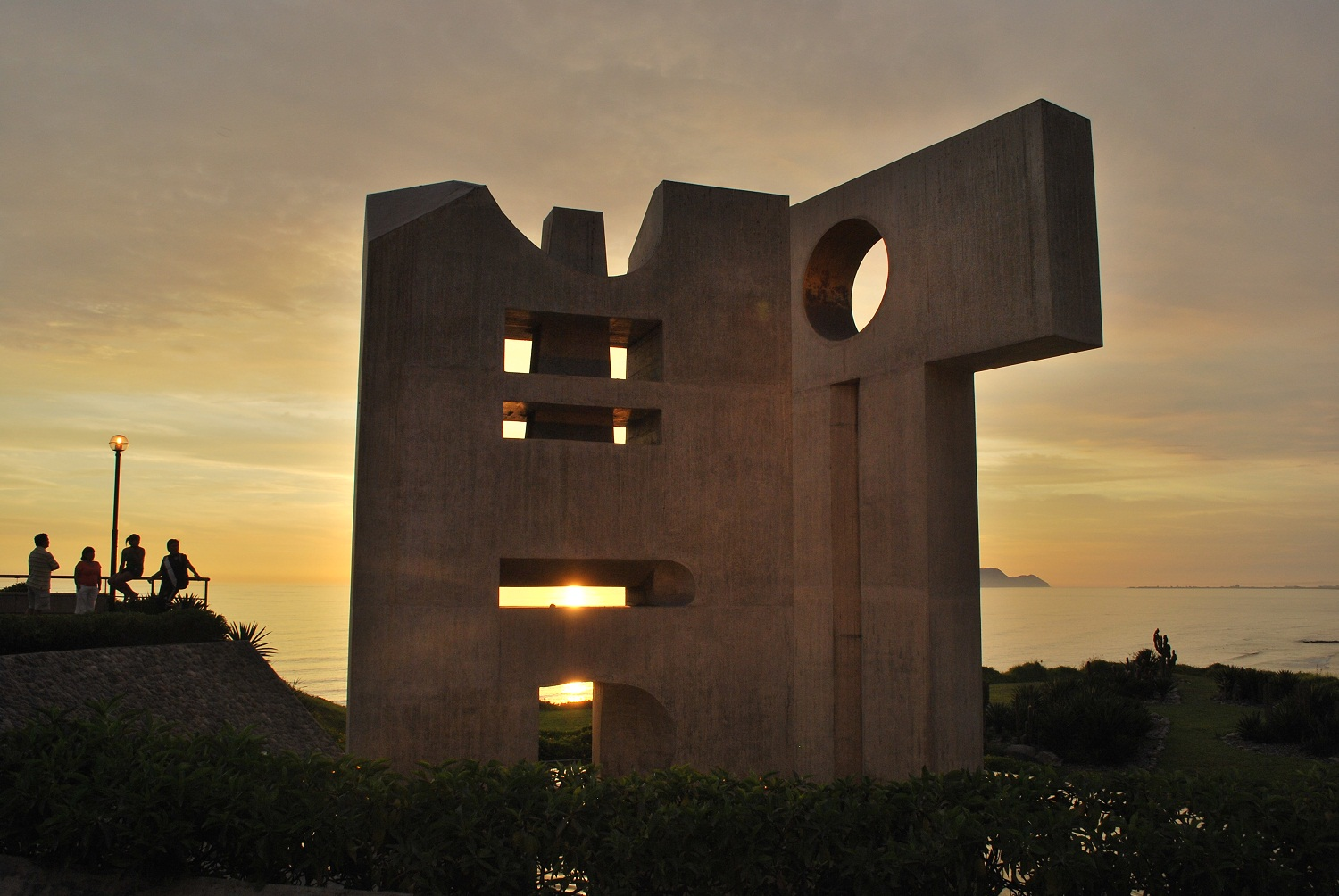
Intihuatana. Œuvre de Szyszlo.

Abraham Fernando de Szyszlo Valdelomar, né à Lima le 5 juillet 1925 où il est mort le 9 octobre 2017, est un artiste plasticien péruvien connu principalement par son travail en peinture et sculpture. C'est l'un des artistes d'avant-garde les plus en vue du Pérou et une figure clé du développement de l'art abstrait en Amérique Latine.

## Biographie
Abraham Fernando de Szyszlo Valdelomar nait en 1925 dans le district de Barranco à Lima. Il est le fils de Witold Szyszłło scientifique, physicien et diplomate polonais installé au Pérou, et de María Valdelomar Pinto, sœur de l'écrivain Abraham Valdelomar. Sa sœur, Juana de Szyszlo, a épousé le diplomate mexicain Alfonso García Robles, Prix Nobel de la paix. 
Il étudie au Collège de l'Inmaculada et en mars 1944, commence à étudier l'architecture à l’Universidad Nacional de Ingeniería (Pérou), filière qu'il abandonne ensuite pour poursuivre sa véritable vocation, la peinture. Il découvre sa passion fervente pour les arts plastiques lors d’un cours nocturne de dessin à la Université pontificale catholique du Pérou. Szyszlo n'a jamais cessé d'aimer l'architecture malgré sa grande prédilection pour la peinture.
Sa première exposition a lieu à l'Institut culturel Peruano Norteamericano en 1947, avec des œuvres d'un style plutôt cubiste. L'année suivante, il se rend à Paris. Après quatre années d'études, il adhère au mouvement abstractionniste. C'est durant ses années passés en France qu'il rencontre les écrivains Octavio Paz et André Breton, en fréquentant le Café de Flore. Dès son retour au Pérou, il promeut l'abstractionnisme dans son pays et travaille en tant que chef adjoint de la section des arts visuels de l'Union panaméricaine, puis en tant qu'enseignant dans son alma mater, avant de poursuivre ses études à l'Université Cornell. Il est également chargé de donner des cours à l'Université Yale en 1965.
Actuellement, ses œuvres sont exposées dans une multitude de musées autour du monde, entre autres le musée d'art moderne d'Espagne, le Musée des Amériques à Washington D. C., le Musée d'Art moderne de Mexico, le musée Guggenheim à New York, le Musée des Beaux-Arts de Caracas, le Musée d'art de Lima, le Musée d'art moderne de Rio de Janeiro ou encore le musée national d'art contemporain de Séoul.
Szyszlo s'est engagé à promouvoir les idées libérales dans son pays, ce qui a abouti à la création du mouvement Movimiento Libertad qu'il a fondé avec son ami l'écrivain Mario Vargas Llosa. Dès son plus jeune âge, il est en effet un lecteur assidu, définissant Proust comme son auteur préféré. Ses lectures ont amplement influencé son travail. Par exemple, Abolition of Death de Westphalen, qui, bien que n'ayant aucun rapport avec les poèmes, selon les mots de l'artiste, a inspiré environ 30 de ses peintures.
En 1947, il épouse la poétesse péruvienne Blanca Varela, avec laquelle il a deux enfants, Vicente de Szyszlo et Lorenzo de Szyszlo. Ce dernier meurt dans l'accident aérien du vol Faucett Peru 251 près d'Arequipa, en 1996. Après son divorce, il se re-marie avec Liliana Yabar. 
Il est reconnu dans le monde entier pour sa longue carrière dans le monde artistique. Il est également reconnu au Pérou pour certaines de ces œuvres tels que Intihuatana, Inkarri, Orrantia, Cámara ritual, Cuarto de paso, Sol negro, Visitante, Waman Wasi, Interiores, entre autres.
Il meurt le 9 octobre 2017 à l'âge de 92 ans avec son épouse après avoir perdu l'équilibre, alors qu'ils montaient tous les deux dans l'escalier de leur résidence à San Isidro.

## Distinctions
- Docteur Honoris Cause de l'Université de Saint-Martin de Porres.
- Docteur Honoris Cause de la Pontificia Université Catholique du le Pérou.
- Docteur Honoris Cause de l'Université Nationale d'Ingénierie.
- Cruz de Cavalier du Mandat des Arts et les Lettres du Gouvernement de la France.
- Grande Officielle du Mandat de Bernardo Ou'Higgins du Gouvernement du Chili.
- Cavalier du Mandat du Soleil du le Pérou dans le degré de Grand Cruz.